# Cole Palmer
Cole Jermaine Palmer (Manchester, Anglaterra, Regne Unit, 6 de maig de 2002), és un futbolista britànic que juga com a migcampista al Chelsea F. C. de la Premier League d'Anglaterra.

## Trajectòria

### Primers anys i carrera
Cole Jermaine Palmer va néixer el 6 de maig de 2002 a Wythenshawe, Manchester. Va anar al Manchester City al nivell sub-8 i va avançar per les diferents divisions de l'acadèmia fins a convertir-se en capità de l'equip sub-18 durant la temporada 2019-20. Palmer va rebre educació privada en el St. Bede's College.

### Manchester City
Palmer va debutar al primer equip del Manchester City el 30 de setembre de 2020, en una victòria per 3-0 a camp contrari sobre el Burnley a la quarta ronda de la EFL Cup. Va marcar el seu primer gol per l'equip el 21 de setembre de 2021 en una victòria per 6-1 a casa contra el Wycombe Wanderers a la EFL Cup. El 16 d'octubre, Palmer va jugar en la Premier League contra el Burnley i va marcar el seu primer un "hat-trick" per a l'equip sub-23 del City. El 19 d'octubre, Palmer va marcar el seu primer gol en la UEFA Champions League en una victòria per 5-1 fora de casa contra el Club Brugge. El 7 de gener de 2022, va marcar en el seu debut en la FA Cup en una victòria per 4-1 fora de casa contra el Swindon Town FC.
El 6 d'agost de 2023, Palmer va marcar el primer gol en la FA Community Shield 2023 contra l'Arsenal, després d'entrar com a suplent en la segona meitat en substituir a Erling Haaland. No obstant això, l'Arsenal va marcar en temps de descompte i finalment va guanyar el partit en el torn de penals. Deu dies després, Palmer va marcar el seu últim gol per al Manchester City, que va ser l'empat en la Supercopa de la UEFA 2023 contra el Sevilla, la qual va guanyar el Manchester City per 5-4 en una tanda de penals després que el partit acabés 1-1.
En una entrevista de gener de 2024, Palmer va revelar que la seva intenció era no abandonar mai el Manchester City; no obstant això, el club es va negar a cedir-lo en préstec per un any, dient-li "o et quedes o et venem", la qual cosa va influir en la sortida de Palmer a la recerca de més minuts.

### Chelsea
L'1 de setembre de 2023, Palmer va fitxar pel Chelsea FC després de signar un contracte de set anys, amb l'opció d'un any addicional. Es va informar que la tarifa de transferència va ser inicialment de 40 milions de lliures, amb la possibilitat d'augmentar en 2.5 milions en variables. Va debutar l'endemà com a suplent en el minut 62 en una derrota per 1-0 a casa davant el Nottingham Forest. El 7 d'octubre, Palmer va marcar el seu primer gol per al Chelsea, des del punt de penal, i també va proporcionar l'assistència per al gol de Nicolas Jackson en una victòria per 4-1 fora de casa sobre el Burnley. El 6 de novembre, Palmer va registrar un gol i una assistència en una victòria per 4-1 fora de casa contra el Tottenham Hotspur FC, rival londinenc del Chelsea. Sis dies després, Palmer va marcar un penal en el temps de descompte contra el seu exequip, el Manchester City, en un partit que va finalitzar amb un resultat d'empat a quatre a l'estaid Stamford Bridge.
Palmer va tardar poc a estrenar el seu marcador personal, i va marcar el seu primer gol com a titular fora de casa davant el Manchester United FC el 5 de desembre, però el seu equip va perdre per 2-1. En l'últim partit del 2023 pel seu equip, fora de casa davant el Luton Town, Palmer va fer un doblet per primera vegada com a professional, i també va assistir en el gol de Noni Madueke, en la victòria per 3-2 del Chelsea. Les seves contribucions contra el Luton el van portar a aconseguir els dos dígits en contribucions de gols en total en la Premier League, convertint-se en el cinquè jugador del Chelsea de 21 anys o menys (i el primer des de Christian Pulisic i Mason Mount en la temporada 2019-20) a aconseguir-lo. Gràcies a les seves bones actuacions el desembre de 2023, incloent quatre gols i dues assistències, Palmer va ser nominat per al premi Jugador del Mes de la Premier League i el seu segon gol contra el Luton Town també va ser nominat per al premi Gol del Mes de la Premier League. El 23 de gener de 2024, Palmer va marcar un altre doblet, aquesta vegada en les semifinals de la Copa de la Lliga, quan el Chelsea va derrotar a Middlesbrough 6-1 (6-2 en el global) per a avançar a la final en l'Estadi de Wembley. Va marcar el seu desè gol de la temporada a la Premier League el 4 de febrer, convertint-se en el primer jugador del Chelsea de 21 anys o menys a marcar deu gols en una temporada, encara que el partit va acabar amb un resultat advers de 4-2 a casa davant el Wolverhampton Wanderers FC. En el seu pròxim partit de la Premier League, Palmer va contribuir amb dues assistències en el temps de descompte per als seus companys d'equip Conor Gallagher i Enzo Fernández, ajudant el Chelsea a guanyar 3-1 fora de casa davant el Crystal Palace.

## Palmarès
Manchester City FC
- 1 Lliga de Campions de la UEFA: 2022-23
- 1 Supercopa d'Europa: 2023
- 1 Lliga anglesa: 2022-23
- 1 Copa anglesa: 2022-23

Chelsea
1 Campionat del món de clubs (2025)

Selecció anglesa
- 1 Campionat d'Europa sub-21: 2023